# Ottobius hopanus
Ottobius hopanus är en mångfotingart som beskrevs av Chamberlin 1952. Ottobius hopanus ingår i släktet Ottobius och familjen stenkrypare. Inga underarter finns listade i Catalogue of Life.